# Мікропорив

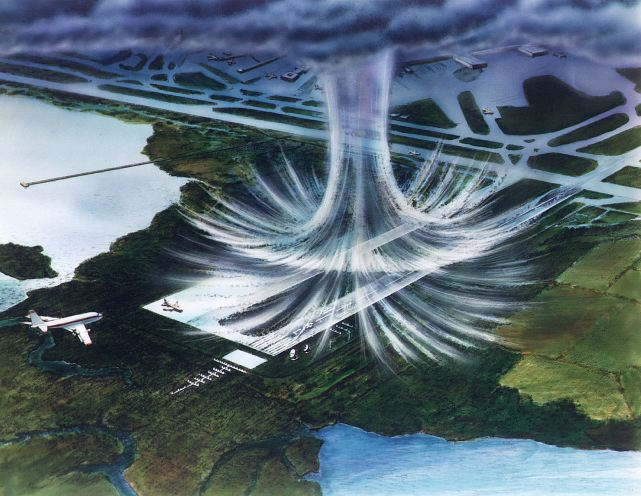
Ілюстрація мікропориву. Низхідний рух повітря досягає рівня землі, звідки повітря розходиться у всі боки

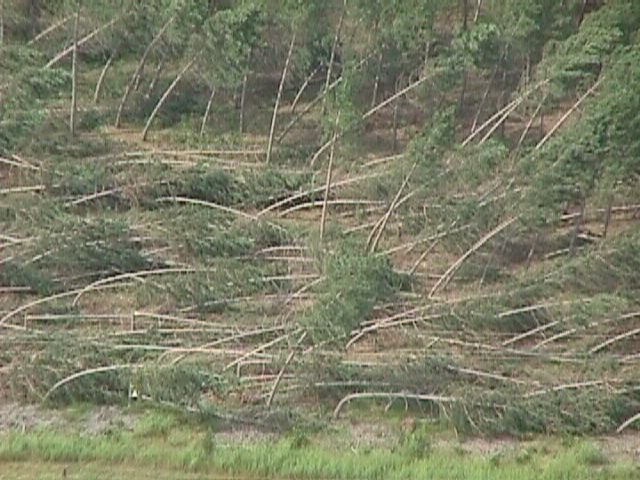
Дерева, повалені в результаті мікропориву

Мікропорив — дуже локалізований низхідний потік повітря в атмосфері біля земної поверхні, що викликає сильні прямолінійні вітри, що розходяться в різні сторони.
Існує два типи мікропоривів, «сухі» та «вологі», що розрізняються за механізмом утворення.
Швидкості низхідного потоку становлять 15-20 м/м (максимально зареєстровано 30 м/с), швидкість приповерхневих вітрів — 50 м/с на відстані до кількох кілометрів. Тривалість мікропориву — кілька хвилин, але вітри максимальної швидкості існують лише кілька секунд.

## Значення
Через значну швидкість та великі градієнти вітру, мікропориви досить небезпечні, особливо для авіації. Через раптовість і невеликі масштаби мікропоривів, їх дуже важко прогнозувати.